# U Pali Thein

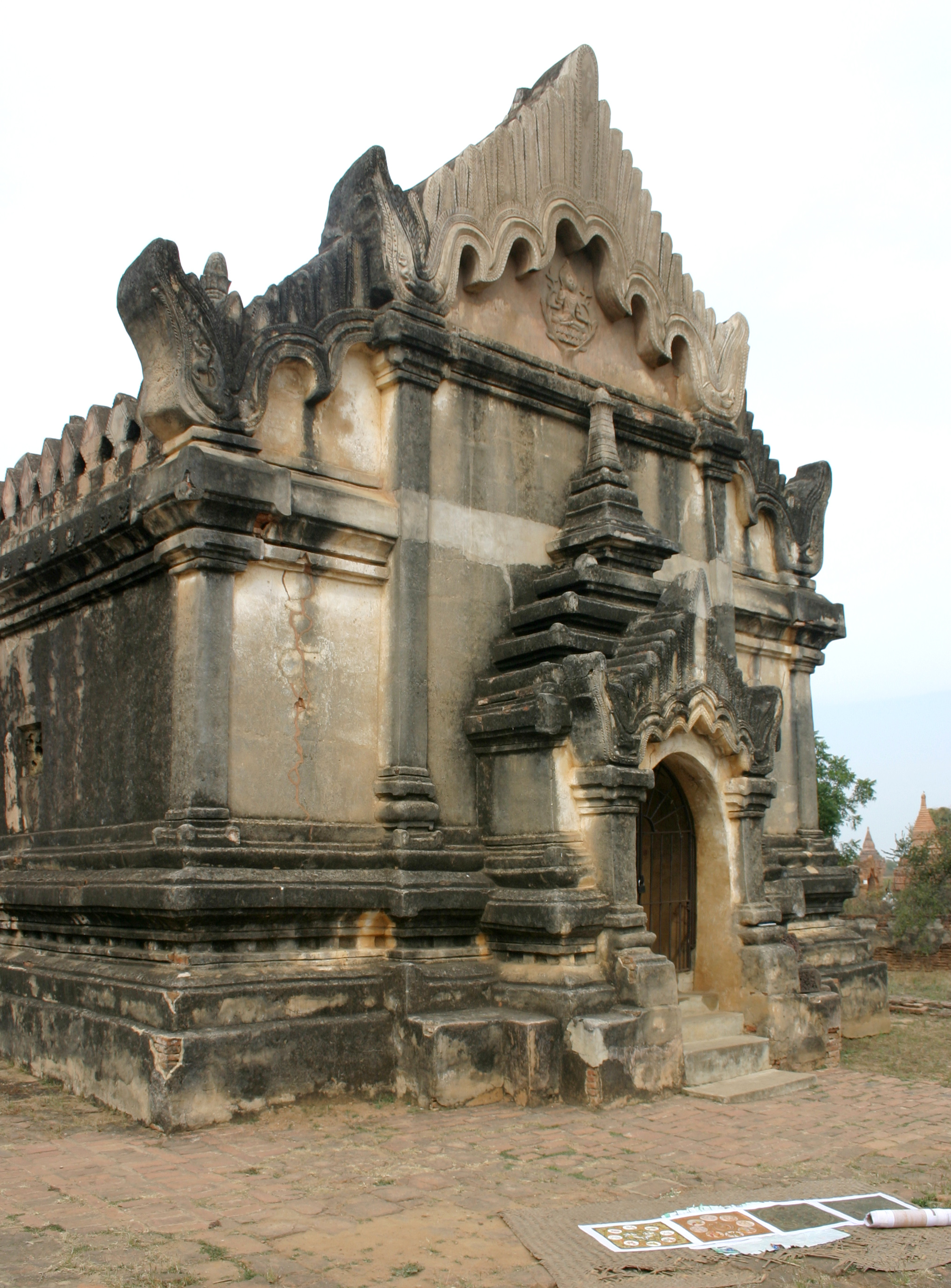
U Pali Thein

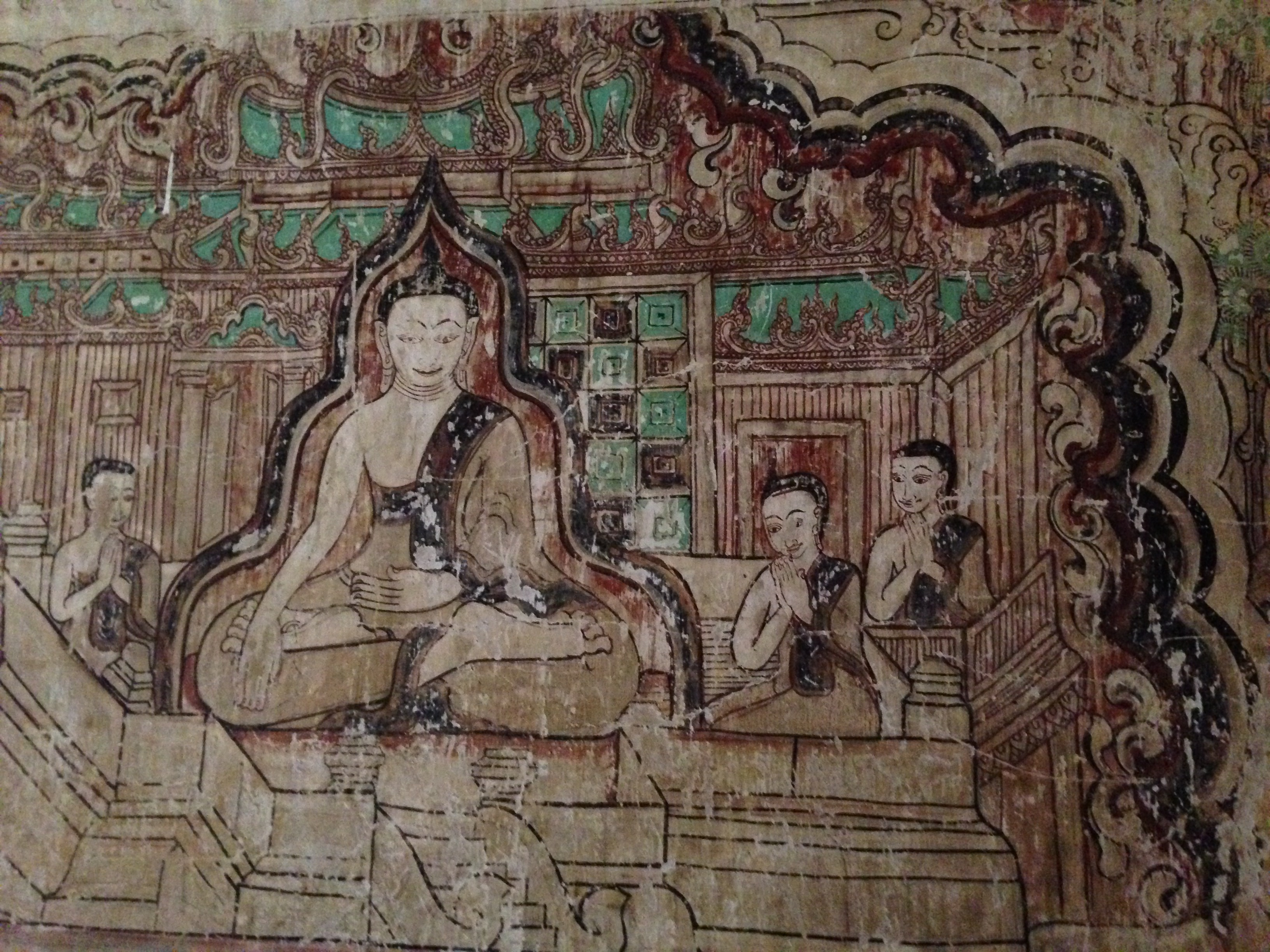
Wandmalerei

U Pali Thein (birmanisch ဥပါလိသိမ်) ist eine Ordinationshalle in Bagan, Myanmar. Sie steht unmittelbar gegenüber dem Htilominlo-Tempel.

## Geschichte
Die Ordinationshalle U Pali Thein wurde vermutlich in der Regierungszeit König Nadaungmya (1210–1234) erbaut. In der Regentschaft König Bodawpayas (1782–1819) wurde die Halle außen renoviert und innen ausgemalt.

## Beschreibung
Die Wandmalereien von 1794/95 bilden in standardisierter Form das Leben der 28 letzten Buddhas ab. Über einem Fries mit Ornamenten ganz unten ist in drei Reihen darüber jeweils die immer gleiche Szene aus dem Leben der 28 Buddhas dargestellt: zuerst der Buddha bei der Predigt vor seinen Schülern, dann der Auszug des Buddha aus seinem Palast, schließlich die Erleuchtung Buddhas unter dem heiligen Baum. Die Bilder einer Reihe unterscheiden sich lediglich in Details, wie sich auch die Lebensläufe der 28 Buddhas im Wesentlichen gleichen.